# جیمز رز
جیمز رز (انگلیسی: James C. Rose; ۱ ژانویهٔ ۱۹۱۳ – ۱ ژانویهٔ ۱۹۹۱) معمار و معمار منظر اهل ایالات متحده آمریکا بود.